# Ljunghusens Golfklubb

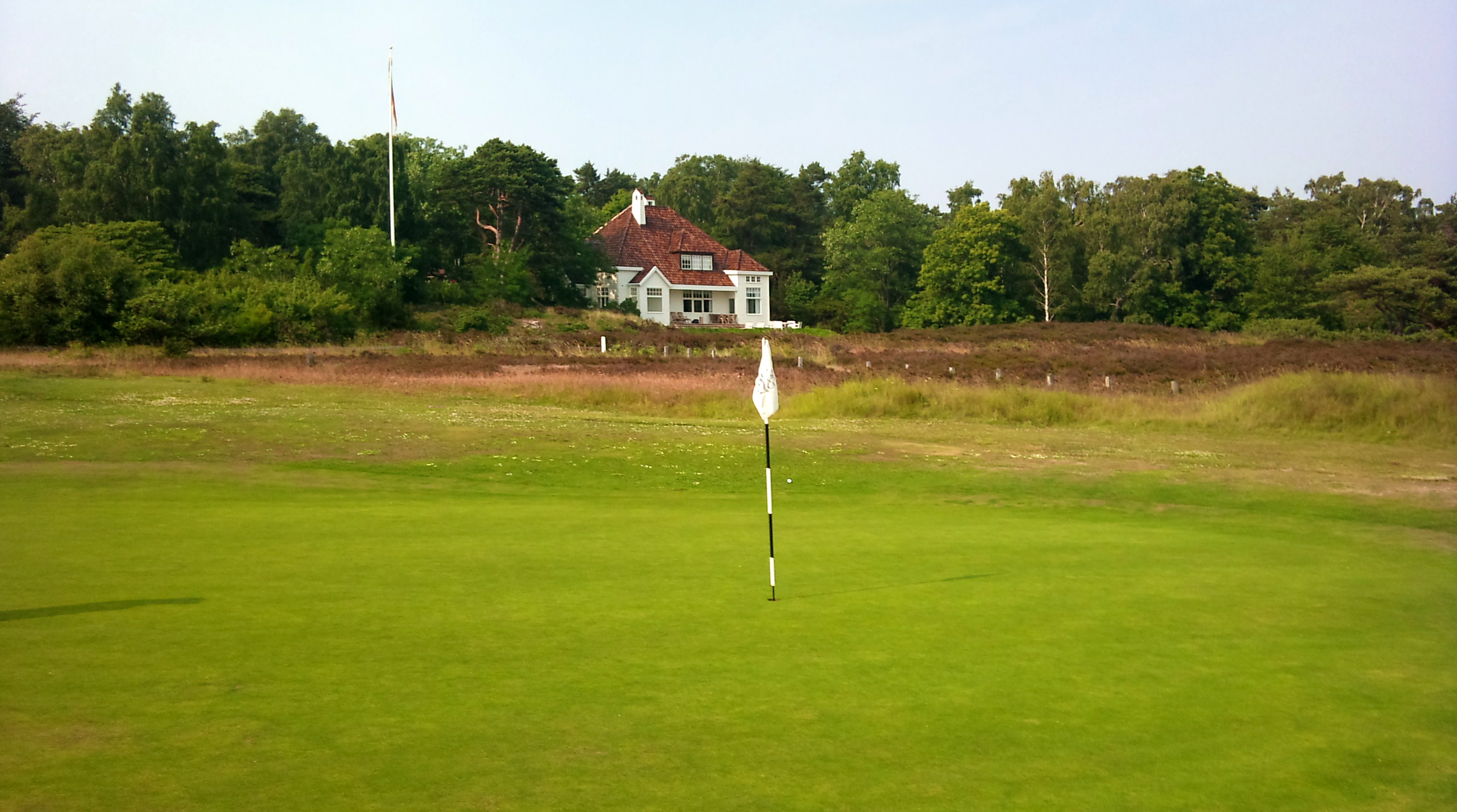
21:a hålets green.

Ljunghusens Golfklubb är en golfklubb i Ljunghusen, Vellinge kommun. Den är erkänt en av Sveriges bästa banor, får 18 poäng av 20 av Peugeot Golf Guide, och tillhör enligt denna Europas tusen bästa golfbanor. Förutom Ljunghusens GK har tre andra svenska golfbanor fått 18 poäng, dessa är Barsebäcks mästerskapsbana, Falsterbo GK, och Halmstad GK.
Ljunghusens GK består av tre niohålsbanor, 1-9, 10-18 och 19-27, oftast fungerar dock 1-18 som huvudbana, och 19-27 som niohålsbana där det är lättare att komma ut och spela, speciellt för juniorer. På senare år har även en korthålsbana på sex hål byggts. Banan är en blandning av park och seaside, och delar av banan, speciellt hål 18 samt hålen 22-27 ligger alldeles intill Östersjön.
Stora delar av banan ligger i ett naturreservat, och därför får inga gödningsmedel användas. Det går diskussioner om att köpa mark för att bygga nio hål till, men då denna mark också skulle ligga inom ett naturreservat är detta främst en fråga för Länsstyrelsen.
Klubben är den första i Sverige att certifieras i det europeiska miljöledningssystemet "Committed to green".

## Historik
Ljunghusens GK grundades 1932, och var i början en sexhålsbana. Då 6-hålsbanan byggdes hade endast tio sommarboende på orten visat intresse för en bana, men den byggdes ändå. Design stod golftränaren Eric Hester och trädgårdsarbetaren Wiggo Svensson för. Dessa sex hål ligger där dagens 20-23 ligger.
1933 byggdes banan ut till nio hål, vilka låg på samma plats som dagens 19-27, dock ej i samma sträckning. 1938 byggdes niohålsbanan om och motsvarade då dagens 19-27.
1954 började ytterligare nio hål byggas, med design av Douglas Brasier. 1 juni 1957 var 18-hålsbanan spelbar.
1965 blev golfklubben Skandinaviens första 27-hålsbana, och huvudbanan gjordes om helt. Denna bansträckning är i mångt och mycket den som fortfarande gäller.
1999 utsågs klubben till Årets golfklubb.

## Klubbhus

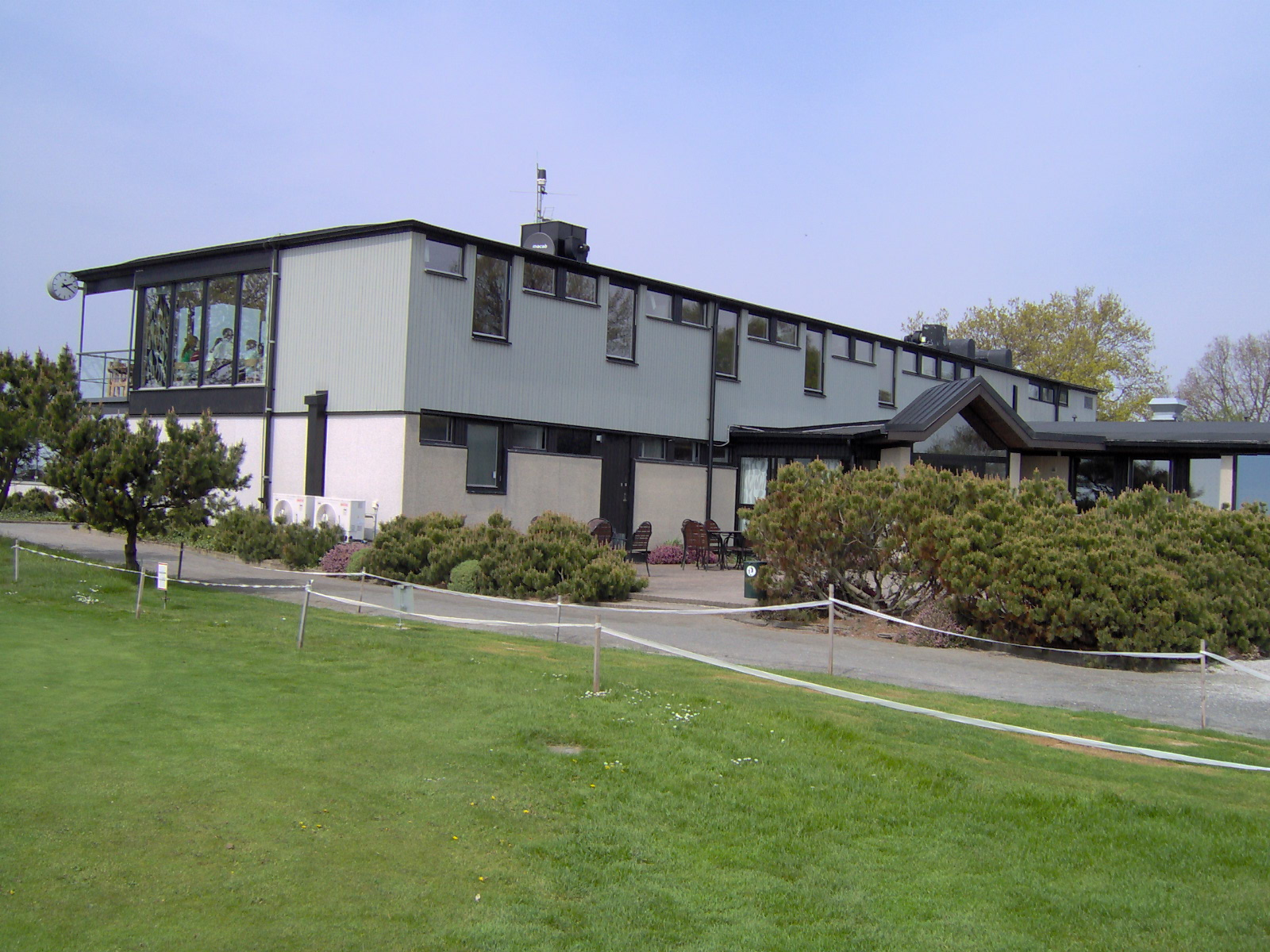
Klubbhuset, som när det var nytt 1965 belönades med arkitekturpris

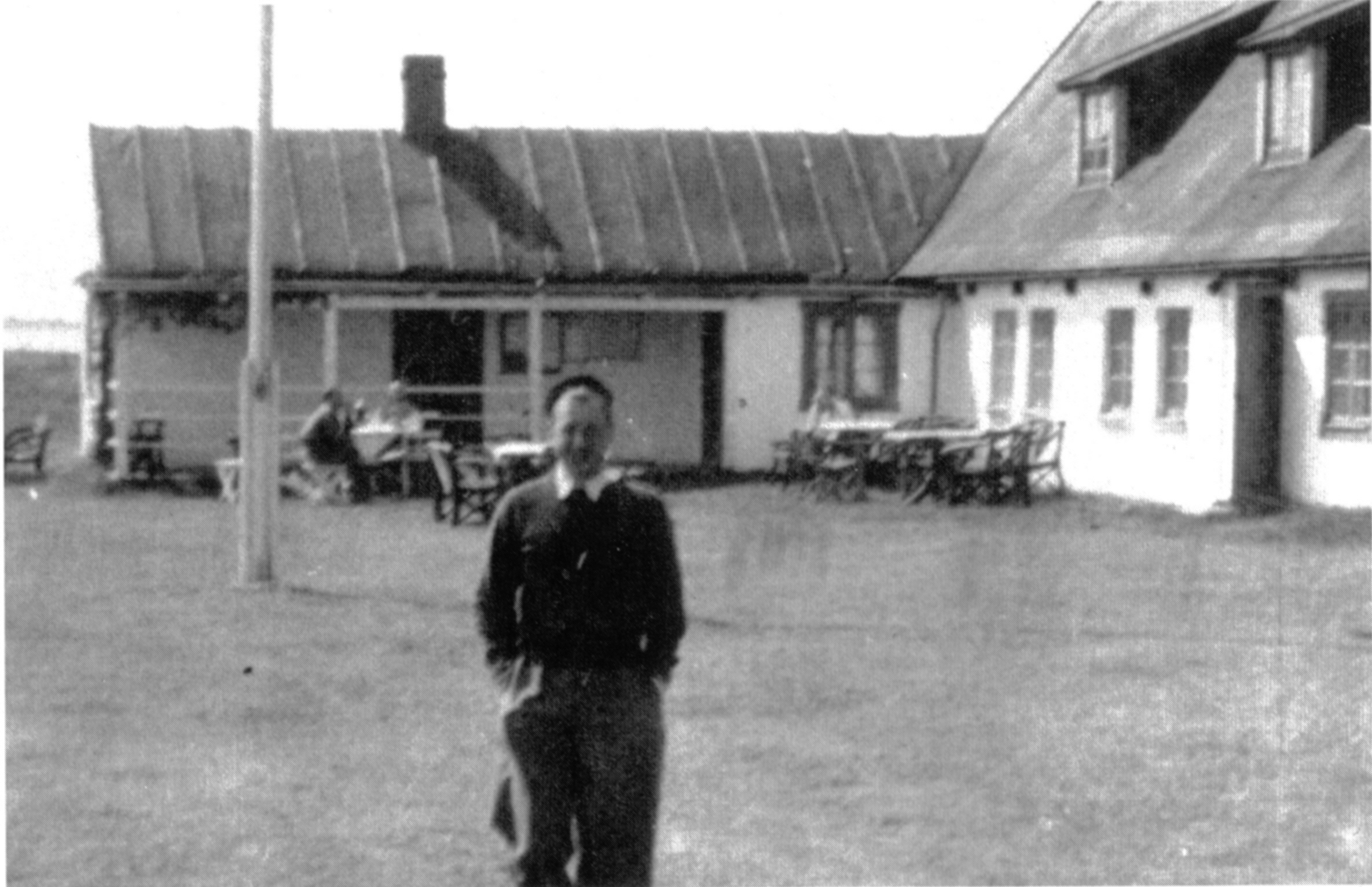
Gamla klubbhuset 1933. Pojken på bilden är Holger Vilén, som fram till 2009 var den ende medlem som varit aktiv sedan klubben grundades

Då klubben grundades 1932 användes ett hus vid namn "Södra Ljunghuset", nära Falsterbobukten i södra Ljunghusen, som tillsammans med huset "Norra Ljunghuset", som ligger nära Höllviken i norra Ljunghusen, givit orten sitt namn, som klubbhus. Detta växte dock klubben ur, och används idag som maskinhall. 1965, i och med att banan byggdes ut till 27 hål, byggdes ett nytt, och för tiden mycket vågat, klubbhus på annan plats. Klubbhusets andravåning brann ner 2002, men huset har sedan restaurerats i samma stil.